# 2786 Grinevia
2786 Grinevia је астероид главног астероидног појаса чија средња удаљеност од Сунца износи 2,607 астрономских јединица (АЈ).
Апсолутна магнитуда астероида је 12,0.